# Jacobshof (begraafplaats)

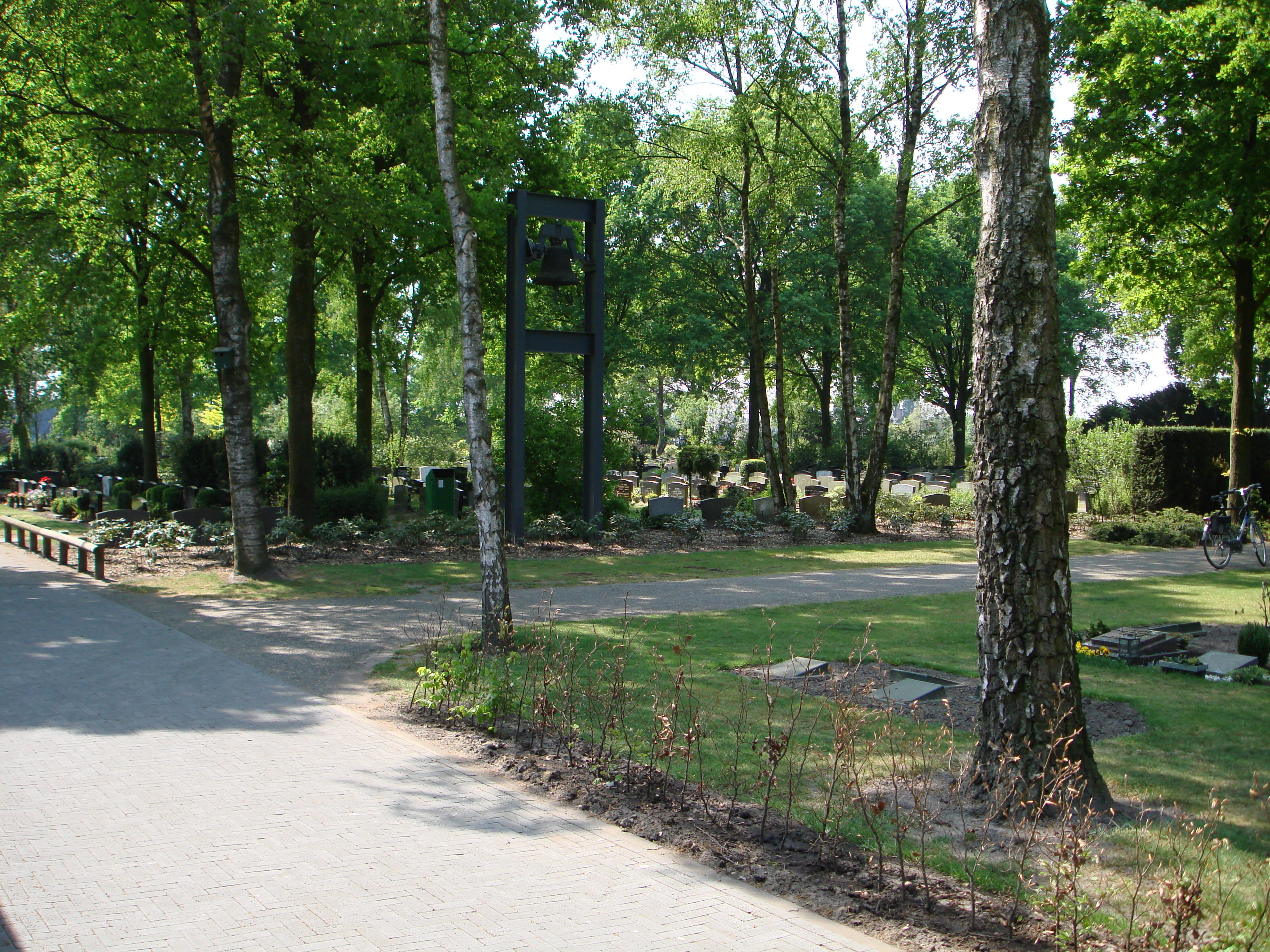
Een gedeelte van de algemene begraafplaats Jacobshof. Rechts op de foto bevindt zich de begraafplaats voor urnen

De algemene begraafplaats Jacobshof is de gemeentelijke begraafplaats van Deurne.

## Geschiedenis
In de loop van de jaren zestig van de twintigste eeuw werd besloten geen nieuwe graven meer te delven op het kerkhof bij de Sint-Willibrorduskerk aan de Markt in Deurne. Op een akkercomplex van de buurschap Kleine Bottel ten westen van de dorpskom van Deurne werd een algemene begraafplaats ingericht. Deze verving tevens een feitelijk nooit gebruikte, maar niettemin verplichte algemene begraafplaats in de bossen bij Vlierden. De begraafplaats werd in 1972 in gebruik genomen en wordt onderhouden door vrijwilligers.

## Naam
De begraafplaats kreeg haar naam vanwege de ligging aan de Pastoor Jacobsstraat. Het ontbreken van het eerste lid pastoor in de naam van de begraafplaats zorgt regelmatig voor misverstanden. Men duidt de begraafplaats dan abusievelijk aan als Sint-Jacobshof. De begraafplaats en de straat werden niet vernoemd naar Jakobus de Mindere of Jakobus de Meerdere, maar naar pastoor Gerard Jacobs, die de enige parochie van Deurne leidde in de 17e eeuw.

## Bekende begravenen
- Geert van den Boomen, verenigingsman en stimulator van Europese contacten
- Jos Deltrap, architect
- Hub van Doorne, industrieel
- Wim van Heugten, dichter
- Anna Terruwe, psychiater
- Peter Vink, journalist, schrijver en theater- en bioscoopexploitant
- Piet Vink, acteur en exploitant van een reizende schouwburg en bioscoop